# Andrea Fischer Schulthess
Andrea Fischer Schulthess (* 4. Oktober 1969 in Zürich) ist eine Schweizer Journalistin und Autorin. 

## Leben
Fischer Schulthess studierte Zoologie an der Universität Zürich und absolvierte anschliessend die Ringier Journalistenschule. Sie arbeitet als freie Journalistin für diverse Medien. 2009 gründete sie zusammen mit ihrem Mann Adrian Schulthess das Minitheater Hannibal. 2016 publizierte sie ihren ersten Roman Motel Terminal im Salis Verlag. Seit der Spielzeit 2019/20 leitet sie das Millers Theater auf dem Areal der Mühle Tiefenbrunnen in Zürich.

## Werke
- Motel Terminal. Salis Verlag, Zürich 2016, ISBN 978-3-906195-41-4 (320 S.).